# КОПЕНGАGЕН
«Копенgаgен» — российская рок-группа из Санкт-Петербурга, образовавшаяся в 2009 году и исполняющая альтернативный рок.

## История группы
Группа была создана в конце 2009 года, её участники были знакомы задолго до этого. Антон Корсюков, Павел Шитиков и Александр Долгих родом из Кингисеппа. Именно там будущие участники группы начали увлекаться рок-музыкой. После переезда в Санкт-Петербург Антон Корсюков предложил записать несколько своих песен. На роль барабанщика в группу был принят опытный музыкант Александр Левичев, который оказал ощутимое влияние на музыку коллектива.

### Раннее творчество
Первое большое выступление группы состоялось на празднике выпускников «Алые паруса» на Дворцовой площади летом 2010 года, после победы на фестивале «Рок-студия».
Дебютный альбом «Offline» был записан в 2010 году на студии «Интерзвук». Продюсером альбома выступил петербургский музыкант Сергей Наветный.
В конце 2011 года был записан второй альбом — «Приснилось», в записи которого принял участие Кирилл Тимонин из проекта Juniper.
Первые два альбома практически не получили огласки в прессе.
В октябре 2011 года «Копенgаgен» победил на фестивале «Рок-иммунитет», в финале которого группа играла в «Юбилейном» с «БИ-2».
После творческого перерыва в конце 2012 группа записала два сингла: академичную балладу «K&Q» и провокационный рок-протест «Не при делах».

### 2013
В мае группа победила в конкурсе ЧеСтарс, после чего получила приглашение на фестиваль "Maxidrom 2013@, где играла с группами Simple Plan, HIM и Thirty Seconds to Mars.
В июле «Копенgаgен» играл на «разогреве» у группы «Imagine Dragons».
Группа участвовала в фестивале «Соседний мир».
В августе группа на фестивале «Живой» заявила о начале записи нового альбома «Мир».
Осенью из группы ушёл барабанщик Александр Левичев, на смену которому пришёл Владимир Жеребцов, ранее игравший в группе «Хаки».

### 2014
Альбом «Мир» был записан на студии «Добролет» Александром Докшиным. Сведением альбома занимался Роман Уразов, а мастеринг был сделан в Лос-Анджелесе на студии Universal Music Group. Альбом был издан на лейбле Navigator Records.
В марте песня «Не при делах» попала в ротацию «Нашего радио», где поднялась до № 6 в «Чартовой дюжине»
.
30 апреля группа «Копенgаgен» представила альбом «Мир» в Петербурге в клубе «Зал ожидания».
Летом коллектив играл в финале конкурса «Рок-иммунитет» в клубе «A2» с группами «Pompeya» и «Смысловые галлюцинации», на фестивалях «Нашествие» и «Живой».
В августе одноимённая песня альбома «Мир» поднялась до № 6 в «Чартовой дюжине».
В конце 2014 года группа отправилась в тур, организованный в поддержку альбома «Мир».

### 2015
В феврале «Копенgаgен» принял участие в концерте, посвящённом премии «Чартова дюжина».
Коллектив получил премию в номинации «Взлом».
Летом играл на фестивалях «Окна открой», «Нашествие» и «Живой».
В сентябре — октябре группа работала на студии «DGray studio» над записью материала для нового мини-альбома.
В это время в группу пришёл экс-гитарист группы «Хаки» Макс Леонидов. Презентация нового EP «Время разбрасывать камни» прошла 29 октября в Санкт-Петербурге, затем подобные концерты прошли в Москве и Подмосковье.
15 ноября «Копенgаgен» играл на клубном фестивале «Сольперец».

### 2016
В начале года коллектив отправился в тур в поддержку нового EP «Время разбрасывать камни». В марте на платформе Planeta.ru группа запустила краудфандинг-проект для записи четвёртого полноформатного альбома. 12 июля проект был успешно завершён и музыканты приступили к записи нового альбома на студии Добролет. В записи также приняли участие приглашённые музыканты: Гуля Наумова (скрипки), Наталия Назарова (виолончели) и детский ансамбль «Гостюшки» (хоровые партии). Студийная работа над альбомом продолжалась до ноября. Сведением записанного материала, а также продюсированием всего альбома занимался Роман Харюков.

### 2017
1 марта вышел альбом «Утопия» в клубе «16 тонн» (Москва), а 23 марта в клубе «Космонавт» (Санкт-Петербург). В апреле песня «100 лет одиночества» попадала в «Чартову дюжину» радиостанции «Наше радио». Летом «Копенgаgен» принял участие в фестивалях «Окна открой», «Нашествие» и Живой.

## Участники
- Антон Корсюков — вокал, гитара, автор
- Александр Долгих — вокал, клавишные
- Макс Леонидов — гитара
- Павел Шитиков — бас-гитара
- Владимир Жеребцов — ударные

Лидер группы с момента основания — Антон Корсюков, он же является автором идей всех текстов. В написании музыки участвуют все члены группы.

## Дискография
- «OFFLINE» (2010)
- «Приснилось…» (2011)
- «МИР» (2014)
- «Время разбрасывать камни» (EP) (2015)
- «Декорации» (Single) (2017)
- «Утопия» (2017)
- «100 лет одиночества» (Single) (2017)
- «Маленький Принц» (EP) (2018)
- «Феникс» (Single) (2019)
- «Феникс. Часть 1» (EP) (2019)
- «Сезон дождей» (Single) (2020)
- «Феникс. Часть 2» (EP) (2020)
- «Феникс (из т/с „Мастер“)» (2021)
- «Одиссея» (Single) (2021)
- «Феникс. Часть 3» (EP) (2021)
- «ФЕНИКС» (2022)
- «Сердце справа» (Single) (2022)
- «С широко закрытыми глазами» (Single) (2023)
- «NEON» (2023)
- «Все заново» (Single) (2023)
- «От счастья до меланхолии» (2023)
- «Огни окраин» (Single) (2024)

## Достижения и награды
- Премия «Чартова дюжина 2015» в номинации «Взлом»[17]